# Университет Париж III Новая Сорбонна
Университет Париж III Новая Сорбонна — французский государственный университет, специализирующийся в области литературы, языков, театрального искусства и коммуникаций. Основан в 1970 году на базе факультета литературы Сорбонны в результате реорганизации Парижского университета.

## Структура
Университет состоит из 13 факультетов, Высшей школы переводчиков и Института общей прикладной лингвистики и фонетики.
Факультеты:
- Факультет немецкого языка
- Факультет киноискусства
- Факультет коммуникации
- Факультет дидактики французского языка как иностранного
- Факультет европейских цивилизаций
- Факультет иберийской и латино-американской цивилизаций
- Факультет театрального искусства
- Факультет итальянского языка
- Факультет прикладных иностранных языков
- Факультет латинской и французской литературы и лингвистики
- Факультет англо-саксонских цивилизаций
- Факультет восточных и арабских цивилизаций
- Факультет общей литературы

## Знаменитые профессора и бывшие профессора
- Предраг Матвеевич — хорватский писатель
- Бурхан Гальюн — социолог, политолог и политический деятель.